# Lamlameta
Lamlameta (parami; od lama = dwa) jest grą typu mankala grywaną przez etiopską mniejszość etniczną Konso żyjącą w dolinie rzeki Omo. Po raz pierwszy opisana w roku 1971 przez etnologa Richarda Pankhursta.

## Reguły
Gra toczy się na planszy (tzw. toma tagéga) z dwoma rzędami dołków (awa), po 12 w każdym. Na początku w każdym dołku znajdują się dwa kamienie (tagéga).
|  |  |  |  |  |  |  |  |  |  |  |  |
|  |  |  |  |  |  |  |  |  |  |  |  |

- Ruchy wykonywane są na przemian.
- Gracz rozpoczynający wyjmuje wszystkie kamienie z dowolnego dołka własnego rzędu i rozdziela je po jednym do kolejnych dołków w kierunku przeciwnym do kierunku ruchu wskazówek zegara. Jeśli ostatni kamień wpadnie do niepustego dołka kontynuuje się ruch wyjmując kamienie z owego dołka i rozdzielając je dalej – powtarza się to dopóki ostatni nie wpadnie do pustego, co kończy ruch.

Typ: najczęściej stosowanymi otwarciami są ruchy z ostatniego lub przedostatniego dołka po prawej stronie.
- z wyjątkiem w pierwszym ruchu - zabronione jest wrzucanie kamieni do dołków zawierających dwa kamienie. Są one opuszczane.
- Jeśli ostatni kamień wpadnie do pustego dołka we własnym rzędzie i leżący naprzeciw dołek przeciwnika zawiera dwa kamienie, to bite (i zdjęte z planszy) są wszystkie kamienie znajdujące się w dołkach przeciwnika zawierających po parze (po dwa kamienie).
- Partia kończy się gdy jeden z graczy nie może wykonać ruchu. Kamienie znajdujące się jeszcze na planszy należą do tego gracza w którego rzędzie się znajdują.
- Wygrywa kto zdobył więcej kamieni.

## Literatura
- R. Pankhurst: Gabata and Related Board Games of Ethiopia and the Horn of Africa w: Ethiopia Observer 1971; 14 (3). s. 187-188.
- L. Russ: The Complete Mancala Games Book: How to play the World’s oldest Board Games. New York: Marlowe & Company, 2000, s. 36-37.